# Star Wars: Jedi Knight
Star Wars: Jedi Knight [ˈdʒɛdaɪ naɪt] ist eine im Star-Wars-Universum angesiedelte Ego- und später auch Third-Person-Shooter-Reihe, bei der der Spieler in die Rolle unterschiedlicher Jedi, meistens in die von Kyle Katarn, schlüpft. Die Serie wurde weitgehend von LucasArts und von Raven Software entwickelt und veröffentlicht. Sie besteht aktuell aus vier Teilen und einer Erweiterung.
Im zeitlichen Kontext der Filme ist die Spielereihe überwiegend ein paar Jahre nach Episode VI anzusiedeln. Das galaktische Imperium befindet sich im Zerfall, während einige imperiale Kriegsherren gegen die Truppen der Rebellion und gegen sich selbst kämpfen. Innerhalb des neuen Kanons, welcher nach der Disney-Übernahme geschaffen wurde, ist die Rahmenhandlung der Jedi-Knight-Reihe für die Geschichte der Saga nicht mehr relevant.

## Spiele

### Dark Forces
Dark Forces (dt. Dunkle Mächte) ist der erste kommerziell entwickelte First-Person-Shooter mit Star-Wars-Elementen. LucasArts entwickelte und veröffentlichte das Spiel im Jahr 1995. In Deutschland wurden sowohl die originale englische, als auch die deutsche Fassung am 30. September bzw. am 20. Oktober von der damaligen Bundesprüfstelle für jugendgefährdende Schriften indiziert.
Die Hauptfigur des Spiels ist der Söldner Kyle Katarn, ein ehemaliger Offizier des Galaktischen Imperiums, der sich der Rebellion anschloss, da imperiale Soldaten seine Familie töteten. Er untersucht und sabotiert ein imperiales Forschungsprojekt, das Dunkle-Truppen-Projekt.

### Jedi Knight: Dark Forces II
Star Wars Jedi Knight: Dark Forces II erschien 1997 als Nachfolger von Dark Forces. In Deutschland wurde der Titel zu Star Wars: Jedi Knight verkürzt, um sich vom indizierten Vorgänger Dark Forces zu distanzieren.
Man spielt wieder aus der Sicht des Söldners Kyle Katarn. Während des Spiels entdeckt Kyle nach und nach seine Fähigkeiten, die Macht zu beeinflussen und muss diese Macht nutzen, um mehrere Dunkle Jedi zu töten. Im Gegensatz zum ersten Teil ist man diesmal in der Lage, ein Lichtschwert und die Kräfte der Macht (z. B. Gegenstände bewegen) zu benutzen. Wie in der richtigen Star-Wars-Saga muss sich der Held zwischen der hellen und dunklen Seite der Macht entscheiden. Seine Gefährtin ist, wie schon in Dark Forces, die Rebellin Jan Ors.

### Jedi Knight: Mysteries of the Sith
Im Januar 1998 veröffentlichte Lucasarts die Zusatz-CD Mysteries of the Sith (kurz MotS), die erste und einzige Erweiterung zu Jedi Knight: Dark Forces II. Hierin steuert der Spieler in den ersten fünf Missionen noch Kyle Katarn, danach wechselt die Handlung zu Mara Jade, einer Schülerin von Kyle Katarn und zukünftige Ehefrau von Luke Skywalker.
Der eigenständig spielbare Zusatz führt neue Levels, Waffen und Gegner (z. B. den Rancor) ein, des Weiteren wurde die Grafikengine verbessert. Die Zwischensequenzen wurden im Gegensatz zum Hauptspiel nicht mehr mit teuren Filmaufnahmen, sondern mit Hilfe der Computerspielegrafik realisiert.
Mysteries of the Sith erhielt gute Kritiken und erhielt von der Zeitschrift PC Games eine Auszeichnung als bestes Spiel des Monats.

### Jedi Knight II: Jedi Outcast

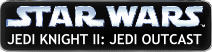
Logo von Jedi Knight II: Jedi Outcast

Jedi Outcast ist das erste Jedi-Spiel von LucasArts, das von Raven Software entwickelt wurde. Es wurde im März 2002 veröffentlicht und basiert auf der Quake-3-Engine.
Hier trifft Kyle Katarn auf viele Bekannte aus den Star-Wars-Filmen (Lando Calrissian, Luke Skywalker, Mon Mothma). Zusammen mit Jan Ors und dem neuen Schiff „Raven’s Claw“ (eine kleine Selbstverewigung des Entwicklerstudios) besteht er neue Abenteuer. Die Handlung knüpft an den Vorgänger „Jedi Knight: Dark Forces II“ an. Dabei handelt es sich wieder um das Tal der Jedi und den Dunklen Jedi Desann auf Grund des vorgetäuschten Mordes an Jan und seines Angriffes auf die Jedi-Akademie.

### Jedi Knight: Jedi Academy

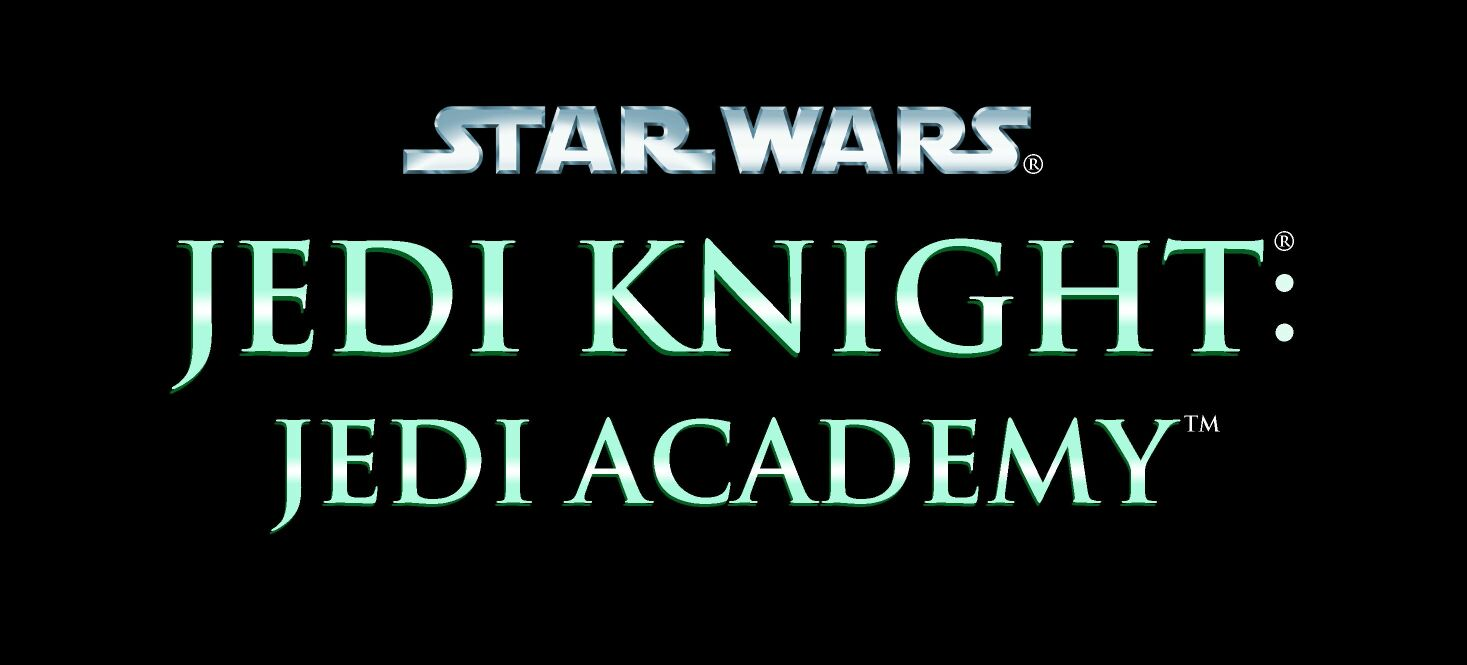
Logo von Jedi Knight: Jedi Academy

Jedi Academy wurde ebenfalls von Raven Software entwickelt und im September 2003 veröffentlicht.
Kyle Katarn taucht hier nur noch als Lehrmeister auf und der Spieler kann viele Eigenschaften des Protagonisten Jaden Korr selbst wählen (Rasse, Geschlecht und Lichtschwert – normales Lichtschwert, zwei Lichtschwerter oder sogar ein Doppel-Lichtschwert). Doch Jedi Academy bringt nicht nur neue Waffen, sondern auch vielseitige Kampftechniken mit sich (wie z. B. auch Kombos).

## Quellcode-Freigabe
Im April 2013 wurde der Quelltext von Jedi Knight II: Jedi Outcast und Jedi Knight: Jedi Academy auf SourceForge durch Raven Software und Activision unter der GPLv2 veröffentlicht. Dies fiel zusammen mit der Schließung des LucasArts-Entwicklungsstudios, nachdem dieses durch Disney aufgekauft wurde.
Jedoch wurde der Quellcode nach ein paar Tagen nach Aufforderung durch Raven von Sourceforge wieder entfernt. In der Presse wurde spekuliert, Grund dafür wäre das Vorhandensein von lizenziertem Code, wie für das „Bink Video“-Format von Rad Game Tools, welcher nicht hätte verfügbar gemacht werden dürfen.
Vor dem Verschwinden des Projekts war allerdings bereits ein Fork auf GitHub, genannt OpenJK, angelegt worden, in dem der problematische Code bereits entfernt worden war. Das Ziel dieses Projekts der Spielgemeinde ist die Instandhaltung (Inoffizieller Patch) und Weiterentwicklung der Raven-Codebasis. Zu den konkreten Zielen gehört die Vereinheitlichung der JO- and JA-Codebasis, die Beibehaltung der Kompatibilität zu vorherigen Veröffentlichungen und die Portierung auf weitere Plattformen wie Linux. „Daily builds“ für Windows und frühe Linux Builds sind bereits verfügbar.

## Jedi Knight im E-Sport
Neben den zahlreichen Erfolgen der Serie in den Verkaufscharts, startete die Jedi-Knight-Reihe ab Jedi Outcast eine Karriere im E-Sport. Vor allem der Capture-the-Flag-Modus sorgte in der Gamer-Szene für viel Aufsehen, spätestens als die ESL das Spiel mit in die ESL Pro Series, einem damals hochdotierten deutschen Wettbewerb, aufnahm. Das Preisgeld betrug insgesamt 7500 Euro, eine Summe die nie wieder in einem Jedi Knight Turnier erreicht wurde.
Eine andere große Liga in Europa, die ClanBase, nahm Jedi-Knight 2 ebenfalls in ihr Angebot auf.
Um den Capture-the-Flag-Modus entwickelte sich eine eigene Community. Zwar blieben die großen Turniere später aus, jedoch wurden immer wieder kleinere Wettbewerbe veranstaltet.
Der Nachfolger von Jedi Outcast, Jedi Academy, schaffte es ebenfalls, sich im E-Sport zu etablieren. Anfangs wurde Capture the Flag weiter aktiv gespielt, aber nach und nach setzten sich die Eins-gegen-Eins-Lichtschwertduelle durch. Nach dem Release von Jedi Academy wechselten sehr viele kompetitive Spieler von Jedi Outcast zum Nachfolger, was einen erheblichen Einbruch der Aktivität in Jedi Outcast bedeutete, dessen ESL-Sektion schon 2006 geschlossen und 2008 für eine kurze Zeit wieder geöffnet wurde.
Die Lichtschwertduelle in Jedi Academy waren so beliebt, dass sie eine eigene deutsche Ländermeisterschaft in der ESL bekamen. Darüber hinaus war das Spiel Teil der ESL Amateur Series und der ESL Winter Games im Jahr 2010. Außerdem kam das Spiel in die Auswahl für die ESL Major Series und die ESL Pro Series, konnte jedoch in beiden Fällen in Abstimmungen keine erforderliche Mehrheit erringen.
Sowohl Jedi Outcast als auch Jedi Academy werden heutzutage noch in einem kleinen Rahmen durch Eigenorganisation einiger Clans und Communities aktiv gespielt. Die Sektion in der Electronic Sports League für Jedi Academy wurde 2017 geschlossen und 2019 für eine kurze Zeit aufgrund einer erhöhten Nachfrage wieder eröffnet, musste aber nach einem halben Jahr endgültig geschlossen werden.
Um den Verlust der Sektion in der ESL auszugleichen, wurde als inoffizielle Nachfolge eine neue Liga namens Epic Saber League gegründet.